# Tomopterna milletihorsini
Espèce
Synonymes
- Arthroleptis milletihorsini Angel, 1922
- Schoutedenella milletihorsini (Angel, 1922)

Statut de conservation UICN

 DD  : Données insuffisantes
Tomopterna milletihorsini est une espèce d'amphibiens de la famille des Pyxicephalidae.

## Répartition
Cette espèce est endémique du Mali, elle n'est connue que sur les lieux de sa découverte à environ 12 km au Nord de Bamako,.

## Taxinomie
Cette espèce n'est peut être pas un taxon valide.

## Étymologie
Cette espèce est nommée en l'honneur du Dr. H. P. Millet-Horsin.

## Publication originale
- Angel, 1922 : Sur une collection de reptiles et de batraciens, recueillis au Soudan Français par le mission, du Dr. Millet Horsin. Bulletin du Muséum National d'Histoire Naturelle de Paris, vol. 28, p. 39-41 (texte intégral).